# Mac OS cổ điển
Hệ điều hành Mac cổ điển hay Classic Mac OS  là một thuật ngữ thông tục được sử dụng để mô tả một loạt các hệ điều hành được Macintosh phát triển cho dòng máy tính cá nhân của Apple Inc. từ năm 1984 đến năm 2001. Hệ điều hành Macintosh được cho là đã phổ biến khái niệm giao diện người dùng đồ họa. Nó được bao gồm trong mọi máy tính Macintosh được bán ra trong khoảng thời gian đang được phát triển và nhiều bản cập nhật cho phần mềm hệ thống được thực hiện cùng với việc giới thiệu các hệ thống Macintosh mới.
Apple đã phát hành phiên bản Macintosh đầu tiên vào ngày 24 tháng 1 năm 1984. Phiên bản đầu tiên không có tên chính thức, một phần dựa trên hệ điều hành Lisa, trước đây được Apple phát hành cho máy tính Lisa vào năm 1983. Là một phần của thỏa thuận cho phép Xerox mua cổ phần của Apple với mức giá hợp lý, nó cũng sử dụng các khái niệm từ máy tính Xerox PARC Alto, mà cựu CEO Steve Jobs của Apple và các thành viên nhóm Macintosh khác đã duyệt trước. Hệ điều hành này bao gồm Macintosh Toolbox ROM và "System Folder", một tập hợp các tập tin được tải từ đĩa. Tên Macintosh System Software được đưa vào sử dụng vào năm 1987 với System 5. Apple đã đổi tên thành Mac OS vào năm 1996, bắt đầu chính thức với phiên bản 7.6. Phiên bản chính cuối cùng của hệ thống là Mac OS 9 vào năm 1999.
Các phiên bản đầu tiên của System Software chỉ chạy một ứng dụng cùng một lúc. Với sự ra đời của System 5, một phần mở rộng đa tác vụ được gọi là MultiFinder đã được bổ sung, sau này được tích hợp vào System 7 thành một phần của hệ điều hành cùng với hỗ trợ cho bộ nhớ ảo. Tuy nhiên, vào giữa những năm 1990, các hệ điều hành hiện đại như Windows NT, OS/2 và NeXTSTEP đều mang lại khả năng đa nhiệm chủ động, bộ nhớ được bảo vệ, điều khiển truy cập, khả năng cho phép đa người dùng trên một máy tính. Khả năng quản lý bộ nhớ giới hạn của Macintosh và nguy cơ xung đột giữa các phần mở rộng cung cấp các chức năng bổ sung như kết nối mạng hoặc hỗ trợ cho một thiết bị cụ thể, dẫn đến những lời chỉ trích về hệ điều hành và là một yếu tố làm giảm thị phần của Apple vào thời điểm đó.
Sau hai nỗ lực bất thành xây dựng phần mềm hệ thống Macintosh với tên gọi là Taligent và Copland, và một nỗ lực phát triển kéo dài bốn năm do Steve Jobs khởi xướng khi quay lại Apple năm 1997, Apple đã thay thế Mac OS bằng một hệ điều hành mới vào năm 2001 có tên Mac OS X. Nó giữ lại hầu hết các yếu tố thiết kế giao diện người dùng của Mac OS cổ điển, và thêm một số framework để giữ tương thích, nhưng hai hệ điều hành này có nguồn gốc và kiến trúc hoàn toàn khác nhau.
Các bản cập nhật cuối cùng cho Mac OS 9 được phát hành năm 2001 cung cấp khả năng tương tác với Mac OS X. Cái tên "cổ điển" nói đến môi trường máy tính cổ điển của MacOS Classic, một lớp tương thích giúp cho việc chuyển đổi sang Mac OS X dễ dàng hơn.

## Khái niệm ban đầu
Dự án Macintosh bắt đầu vào cuối năm 1978 với Jef Raskin, người đã hình dung ra một chiếc máy tính giá rẻ, dễ sử dụng cho người tiêu dùng trung bình. Vào tháng 9 năm 1979, Raskin bắt đầu tìm kiếm một kỹ sư có thể cùng phối hợp thiết kế một nguyên mẫu. Bill Atkinson, một thành viên của nhóm Apple Lisa, đã giới thiệu Raskin cho Burrell Smith, một kỹ thuật viên dịch vụ đã được Apple thuê vào đầu năm đó.
Khái niệm ban đầu của Apple cho Macintosh tìm cách giảm thiểu chú ý của người dùng về hệ điều hành. Người dùng cần có kiến thức để thực hiện nhiều công việc cơ bản trên trên các hệ điều hành khác trong khi ở Macintosh có thể được thực hiện bằng thao tác chuột và điều khiển đồ họa. Điều này phân biệt nó với những hệ điều hành cùng thời như MS-DOS, vốn sử dụng giao diện dòng lệnh bao gồm các lệnh văn bản ngắn gọn.
Vào tháng 1 năm 1981, Steve Jobs đã hoàn toàn tiếp quản dự án Macintosh. Jobs và một số kỹ sư của Apple đã đến thăm Xerox PARC vào tháng 12 năm 1979, ba tháng sau khi các dự án Lisa và Macintosh đã bắt đầu. Sau khi nghe về công nghệ GUI tiên phong đang được phát triển tại Xerox PARC từ các nhân viên cũ của Xerox như Raskin, Jobs đã đổi lấy các lựa chọn cổ phiếu của Apple để thương lượng cho một chuyến thăm nhằm quan sát máy tính Xerox Alto và các công cụ phát triển Smalltalk. Các hệ điều hành Lisa và Macintosh sử dụng các khái niệm từ Xerox Alto, nhiều yếu tố của giao diện người dùng đồ họa được Apple tạo ra bao gồm thanh trình đơn, trình đơn kéo xuống, các khái niệm kéo và thả và thao tác trực tiếp.
Apple đã rất tích cực trong việc quảng cáo máy mới của họ. Sau khi nó được tạo ra, công ty đã mua tất cả 39 trang vị trí quảng cáo trong ấn bản tháng 11 và tháng 12 năm 1984 của tạp chí Newsweek. Apple đã thành công trong việc tiếp thị cho Macintosh đến nỗi nó nhanh chóng vượt qua Lisa.

## Kiến trúc

### Tính tương thích
Các phiên bản đầu của Mac OS chỉ tương thích với các máy Macintosh dành cho gia đình của Motorola 68000. Khi Apple giới thiệu máy tính với phần cứng PowerPC, hệ điều hành đã được chuyển sang hỗ trợ kiến trúc này. Mac OS 8.1 là phiên bản cuối cùng có thể chạy trên bộ vi xử lý "68K" (68040).

#### Các máy tính nhái Mac
Một số nhà sản xuất máy tính trong những năm qua đã tạo ra các bản sao Macintosh có khả năng chạy Mac OS. Từ năm 1995 đến năm 1997, Apple đã cấp phép Macintosh ROM cho một số công ty, đáng chú ý là Power Computing, UMAX và Motorola. Những máy này thường chạy các phiên bản Mac OS cổ điển khác nhau. Steve Jobs đã kết thúc chương trình cấp phép  này sau khi trở lại Apple vào năm 1997.